# Троянска духовна околия
Троянска духовна околия е околия и ариерейско наместничество с център град Троян е част от Ловчанската епархия на Българската православна църква.

## Храмове
- гр. Априлци, кв. „Видима“ – „Св. Вмчк Димитър“ – 1894 г. – прот. Пенко Неделчев Георгиев, моб. тел. 0887 831 952.
- гр. Априлци, кв. „Зла река“ – „Св. Пророк Илия“ – 02. 08. 1942 г. – прот. Пенко Неделчев Георгиев.
- гр. Априлци – кв. „Острец“ – „Рождество Богородично“ – 21. 09. 1881 г. – прот. Пенко Неделчев Георгиев.
- гр. Априлци, кв. „Ново село“ – „Св. Вмчк. Георги“ – 1879 г. – прот. Калин Иванов Пенев, моб. тел. 0889 577 463.
- с. Балабанско – строи се храм “Св. Вмч. Георги" – ставрофорен свещеноик. Богдан Иванов Цанов.
- с. Балканец – строи се храм „Св. Йоан Рилски“ – свещ. Борис (Банко) Банчев Илиев, моб. тел. 0889 261 354.
- с. Бели Осъм – „Св. Вмчк. Димитър“ – 1911 г. – Борис (Банко) Банчев Илиев.
- с. Белиш – „Свети Дух“ – 20.10.1968 г. – ставрофорен свещ. иконом Марин Войнов Божков.
- с. Борима – „Св. Параскева“ – 27. 10. 1932 г. – ставрофорен свещеноик. Марин Войнов Божков.
- с. Велчево – „Покров Богородичен“ – 10. 10. 2005 г. – свещ. Роман (Рачо) Колев Рачев, моб. тел. 0889 647 641.
- с. Врабево – „Св. Вмчк. Димитър“ – 21. 11. 1891 г. – свещ. Тодор Николов Николов, моб. тел. 0889 079 638.
- с. Голяма Желязна – „Всех святих“ – 29. 09. 1859 г. – ставрофорен свещеноик. Марин Войнов Божков.
- с. Гумощник – „Св. Николай“ – 1839 г. – прот. Станимир Маринков.
- с. Дебнево – „Св. Параскева“ – 27. 10. 1892 г. – свещ. Тодор Николов Николов.
- с. Добродан – „Св. Вмчк. Димитър“ – 08. 11. 1899 г. – прот. Станимир Иванов Маринков.
- с. Драшкова поляна, м. „Липова могила“ – „Възнесение Господне“ – 11. 06. 2005 г. – прот. Пенко Неделчев Георгиев.
- с. Дълбок дол – „Св. Архангел Михаил“ – 1883 г. – архимандрит Викентий (Йорданов Митев).
- с. Калейца – „Възнесение Господне“ – 1879 г. – ставрофорен свещеноик. Богдан Иванов Цанов.
- с. Лешница – „Св. Йоан Рилски“ – 19. 10. 1904 г. – прот. Станимир Иванов Маринков.
- с. Ломец – „Св. Вмчк. Димитър“ – 26. 10. 1908 г. – прот. Станимир Иванов Маринков.
- с. Орешак – няма храм – архимандрит Августин (Кирилов Здравков).
- с. Орешак – махала „Баба Стана“ – „Живоприем-ни източник“ – 18. 08. 2007 г. – прот. Станимир Иванов Маринков.
- с. Патрешко – няма храм – свещ. Роман (Рачо) Колев Рачев.
- с. Скандало – „Св. Архангел Михаил“ – 1870 г. – свещ. Роман (Рачо) Колев Рачев.
- с. Старо село – „Св. Йоан Рилски“ – 06. 07. 1969 г. – Ставрофорен свещ.иконом Марин Войнов Божков.
- с. Терзийско – „Св. Вмчк. Димитър“ – 05. 06. 1952 г. – свещ. Борис (Банко) Банчев Илиев.
- с. Шипково – „Възнесение Господне“ – 1858 г. – свещ. Борис (Банко) Банчев Илиев.
- гр. Троян – „Св. Параскева“ – 27. 10. 1835 г. – ставрофорен свещеноик. Марин Войнов Божков, моб. тел. 0886 437 086.
- гр. Троян – „Св. Параскева“ – 27. 10. 1835 г. – прот. Станимир Иванов Маринков, моб. тел. 0885 366 965.
- гр. Троян – „Св. Параскева“ – 27. 10. 1835 г. – ставрофорен свещ. иконом Богдан Иванов Цанов, моб. тел. 0888 860 153.
- с. Черни Осъм – няма храм – архимандрит Августин (Кирилов Здравков).
- с. Чифлик – „Св. Параскева“ – 14. 10. 2000 г. – свещ. Борис (Банко) Банчев Илиев.